# Labh Janjua
Labh Janjua (en panyabí: ਲਾਭ ਜੰਜੂਆ; nacido en Khanna - fallecido el 22 de octubre de 2015) fue un cantante indio de género bhangra / hip hop, que se dio a conocer después de que su canción bhangra titulada "Mundian Para Bach Ke", remezclada por el maestro de ceremonias Panjabi MC en 2002. Posteriormente interpretó muchas otras canciones que han sido éxitos en el Bollywood, incluyendo "Jee Karda" (de Singh Is Kinng, 2008).

## Discografía

### Singles y colaboraciones
- 2002: Mundian To Bach Ke, producido por Punjabi MC
- 2008: Glastonbury con Jay-Z

## Álbumes
- Raatan Toon Lambe Khat
- Beyond Belief
- Bair Bura Hunda Jatt Da
- Labh Janjua - The King
- Beware Of The Boys
- Labh Janjua Live (2 Packs) CD AND DVD

## Doblajede canciones
- Baari barsi [(Band baaja baaraat)](2010).
- Jee Karda and Talli Hua in Singh Is Kinng (2008).
- Dance pe Chance with Sunidhi Chauhan in Rab Ne Bana Di Jodi(2008).
- Aag lage aaj kal ke fashion nu in Haal–e–dil (2008).
- Pyaar Karke in Pyaar Ke Side Effects (2006).
- Chuuriyan in Money Hai Toh Honey Hai (2008).
- Ik rupiya in Krazzy 4(2008).
- Chori Chori(male) in Garam Masala (film) (2005).
- Mahi Mennu in Dev.D (2009)
- Hikknaal in Dev.D (2009)
- Soni De Nakhre in Partner en 2007.
- O Yara Dhol Bajake in Dhol en 2007.[4]
- Mera Yaar Sharabi in Labh Janjua Funmusic in 2007[5]